# FN BRG
FN BRG — проект крупнокалиберного пулемёта, разработанный бельгийской «Фабрик Насьональ» (г. Эрсталь, Бельгия) для замены морально устаревшего, и не удовлетворяющего потребности армии, пулемёта Browning M2HB для применения прежде всего на корабельных установках. Наличие у стран Варшавского договора пулемёта КПВ (Индекс ГАУ — 56-П-562) вызывало беспокойство у командования НАТО. Разработка была начата в октябре 1983 г. и прекращена в начале 90-х гг. после отмены решения о производстве, когда разработка была уже завершена.
Первоначально для пулемёта планировалось разработать патрон 15×115 мм, который затем сменил патрон 15,5×106 мм. Это один из мощнейших когда-либо разработанных пулемётных патронов — дульная энергия пули достигала 40 кДж, против 31 кДж у 14,5×114 мм пули КПВ и 17 кДж у пули 12,7×108 мм. Пуля покидала ствол со скоростью 1 055 м/с и пробивала 19 мм броню на дистанции в милю. В связи с тем, что при разработке, смене и испытании боеприпасов с 14,5 до 15,5 было потрачены немалые средства и время, и в связи с недостатком средств на доработку пулемёта и боеприпасов в 1992 году разработка, производство и испытания были прекращены (по некоторым данным разработка была прекращена уже в 1991 году). На волне сокращения военных расходов после окончания Холодной войны фирма решила сосредоточиться на производстве FN P90.
Пулемёт имел оригинальный двусторонний механизм боепитания с экстрагированием гильз вниз. В конструкции применено 4 предохранителя боевого спуска и отсутствие возможности одиночного огня. Конструкция быстросменного ствола была затем использована при модернизации пулемёта М2. Масса пулемёта достигала 60 кг, при длине 2150 мм и стволе в 1500 мм. Темп стрельбы — 600 выстрелов в минуту, боевая скорострельность — 200 выстрелов в минуту.